# Barrage de Kığı
Pour les articles homonymes, voir Kiğı.
Le barrage de Kığı est un barrage en remblai en enrochement établi sur la rivière Peri (un affluent de l'Euphrate) dans la province de Bingöl, en Turquie.

## Histoire
L'objectif principal de l'ouvrage d'art est la production d'énergie hydroélectrique. La construction commence en 1998 et est soutenue par les travaux hydrauliques de l'État turc. Le barrage comprend une centrale électrique de 180 MW. L'eau du réservoir et déviée vers une centrale électrique souterraine en aval via un tunnel long de 8,5 km.
En août 2015, des militants présumés du Parti des travailleurs du Kurdistan ont incendié trois camions de ciment associés au chantier de construction du barrage.
En janvier 2016, le barrage est achevé et le réservoir commence à retenir l'eau.

## Barrages sur la rivière Peri
D'amont en aval, le cours de la rivière Peri est interrompu par les barrages de Kığı, Yedisu, Özlüce, Pembelik, Seyrantepe et Tatar.